# Взрыв в Дарвине (2010)
Взрыв в Дарвине произошел 3 февраля 2010 года во время взрыва тележки, наполненной канистрами с бензином и фейерверками в офисе местной страховой компании Territory Insurance. Пострадало 19 человек, включая одного полицейского.

## Теракт
Ещё до взрыва, компания Territory Insurance получала угрозы от подозреваемого, из-за чего офисы компании в Дарвине стали охраняться лучше.

Инцидент произошел примерно в 11:00 по местному времени. Недовольный клиент компании Territory Insurance завез в их офис тележку с канистрами с бензином и большим количеством фейерверков, где она и взорвалась. Люди, бывшие в тот момент в торговом центре, где и находился офис компании, поспешили на помощь, что отметил командир полиции Северной территории Роб Кендрик:
Я слышал о том, что люди, находившиеся в торговом центре, предоставили помощь пострадавшим. Этих людей надо поздравить (sic), и я, безусловно, приветствую их действия.
Оригинальный текст (англ.)I have heard that persons shopping in the vicinity did provide assistance. Those persons are to be congratulated and I certainly applaud their actions.
Улицы, находившиеся рядом с местом теракта, а также сам торговый центр были закрыты, пока экстренные службы прибывали. Пострадавших отвезли в Королевскую больницу Дарвина. Вскоре после инцидента, исполнитель теракта сдался полиции.

## Исполнитель
Исполнителем и организатором взрыва оказался 44-летний Пол Уэйн Кларк (англ. Paul Wayne Clarke), который накануне сменил своё имя на Бёрд. Он был обвинён в 9 покушениях на убийство, поджоге и умышленном вреде здоровью и телесных повреждениях.
Ему было отказано в освобождении под залог, и он появился в суде 5 февраля. 30 апреля он снова появился в суде, на этот раз посредством видеосвязи из тюрьмы Беррима.
Бёрд был возвращён под стражу и повесился в Исправительном центре Дарвина. Он скончался 20 января 2011 года в 13:20 по местному времени в Королевской больнице Дарвина в возрасте 46 лет.